# Cincinnato Baruzzi

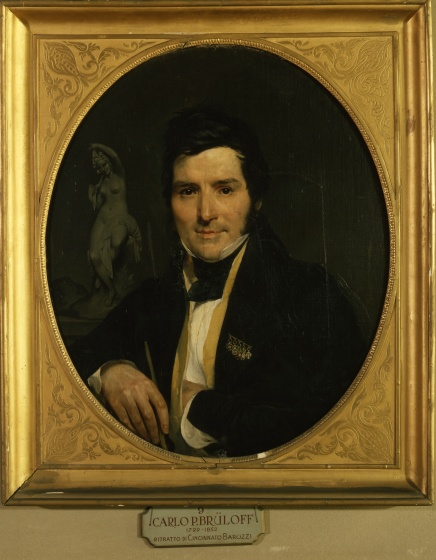
Karl Pavlovič Brjullov, Ritratto di Cincinnato Baruzzi, Bologna, Collezioni Comunali d'Arte.

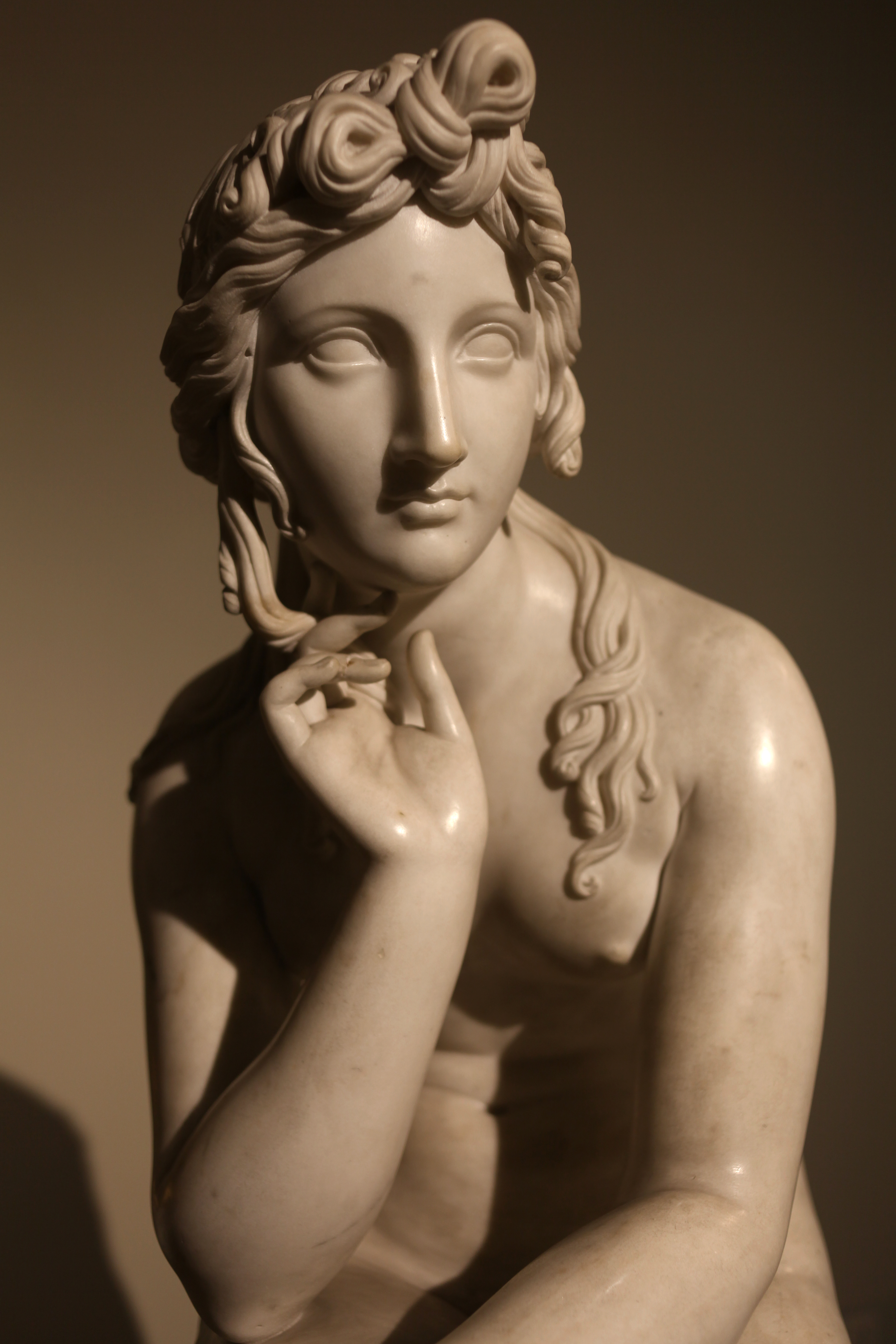
Eva tentata dal serpente (1836), particolare, Milano, Galleria d'Arte Moderna.

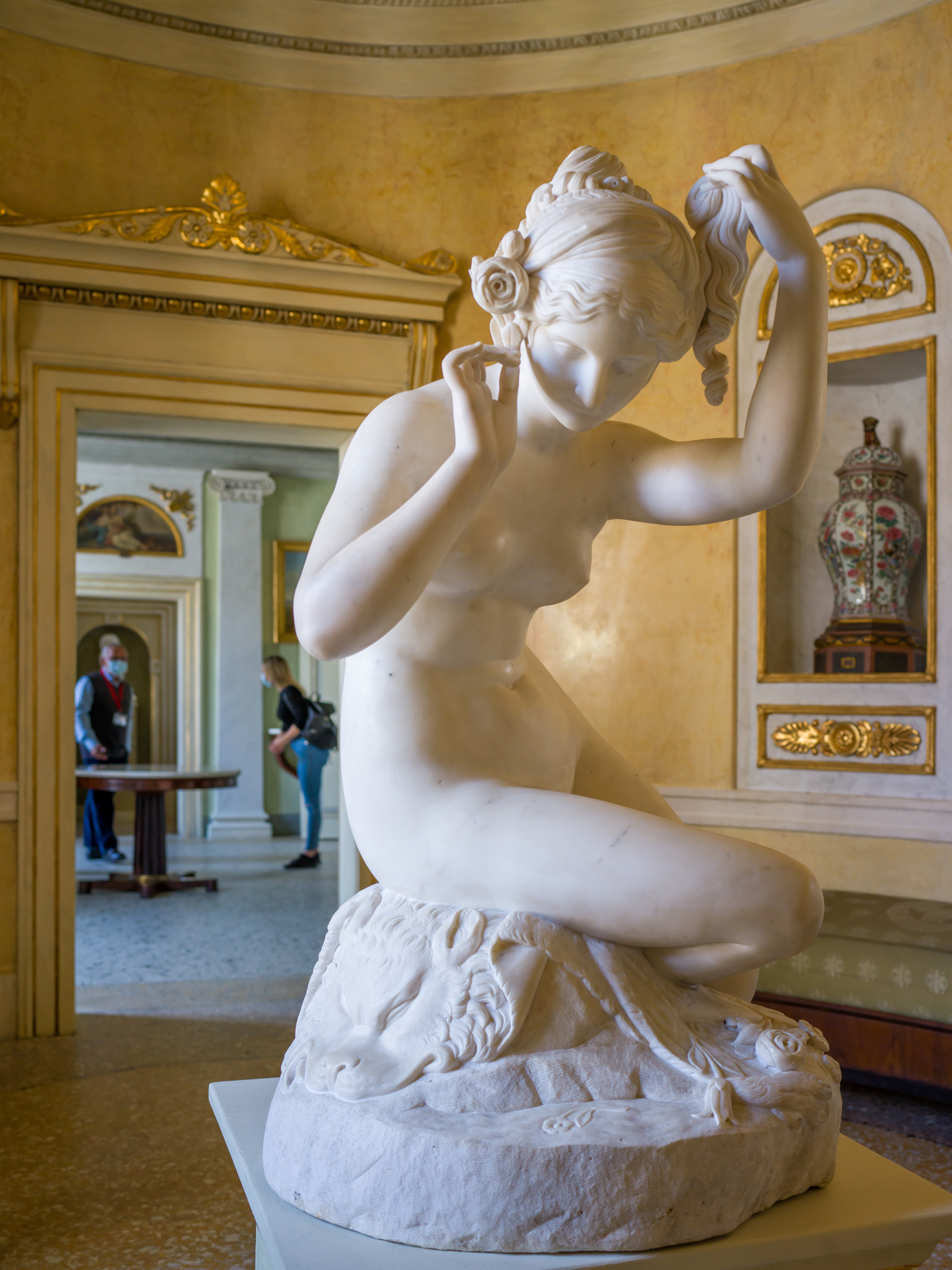
Silvia che si acconcia i capelli su leone di Cincinnato Baruzzi nel Palazzo Tosio a Brescia

Cincinnato Baruzzi (Imola, 16 marzo 1796 – Bologna, 28 gennaio 1878) è stato uno scultore italiano, professore di Scultura all'Accademia di Belle Arti di Bologna dal 1831 al 1859.

## Biografia
Nato da Vincenzo Luigi e Maria Tadolini, figlia dell'architetto Francesco Tadolini, compì i primi studi nella città natale. Nel 1814 entrò alla Scuola di Ornato, di Anatomia e di Elementi di Figura dell'Accademia di Belle Arti di Bologna, retta allora da Giacomo De Maria.
Nel 1819 vinse il premio dell'alunnato, che gli diede l'opportunità di frequentare un corso di perfezionamento quadriennale a Roma presso lo studio di Antonio Canova. Alla morte del maestro (13 ottobre 1822) ne assunse la direzione in accordo con l'unico erede, monsignor Giovanni Battista Sartori, e con il sovrintendente dello studio, il cavalier Antonio D'Este.

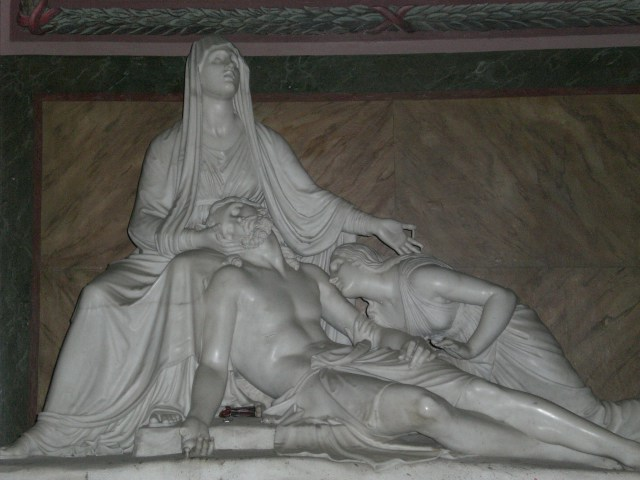
Cincinnato Baruzzi, La pietà, Terracina, Chiesa del Santissimo Salvatore.

Tra le numerose opere prodotte, per il cimitero del Piratello di Imola realizzata i monumenti funebri Codronchi, Ginnasi e Cerchiari.
Singolare è la storia del gruppo della Pietà di cui Canova aveva realizzato un modello in gesso e l'abate Sartori ne affidò nel 1825 la trasposizione in marmo al Baruzzi, ma dopo appena un anno gli ritirò la commissione optando per una fusione in bronzo ad opera di Bartolomeo Ferrari, che oggi si può ammirare nel Tempio Canoviano a Possagno. Il completamento dell'opera in marmo rimase a carico del Baruzzi, che riuscì solo nel 1832 a venderla a papa Gregorio XVI, che la destinò alla chiesa del SS Salvatore a Terracina.
Nel settembre 1831 Baruzzi fu richiamato a Bologna per ricoprire la cattedra di scultura dell'Accademia, rimasta vacante in seguito all'abbandono di De Maria e alla rinuncia del successore designato Adamo Tadolini.
A Bologna, egli stabilì la propria dimora in una villa posta sulla collina di San Mamolo, l'Eliso o Villa Baruzziana, alla cui ristrutturazione dedicò tutta la vita, con l'intento di realizzare una sorta di casa-museo, ove dare degna dimora alle opere eseguite e raccolte nel corso degli anni. L'inaugurazione della villa avvenne nel 1836, in occasione del matrimonio celebrato con la pittrice Carolina Primodì, figlia di Francesco Primodì.
Durante l'attacco delle truppe austriache a Bologna nel 1849, l'Eliso fu trasformato in fortilizio: in soli dodici giorni di occupazione la casa fu saccheggiata e devastata e molte opere andarono danneggiate o perdute. Poiché non arrivarono gli aiuti economici promessi dal Governo, Baruzzi si recò personalmente a Roma, a Napoli e a Parigi per piazzare alcune sue opere, ma i guadagni ricevuti non bastarono a coprire la somma necessaria per ripristinare la Baruzziana.
Fra il 1857 e il 1859, lo scultore si recò nuovamente a Roma per presentare un progetto per il completamento della facciata di San Petronio di Bologna insieme con l'amico Pelagio Palagi. Nel 1859 fu vittima dell'epurazione avviata da Luigi Carlo Farini ai danni degli individui giudicati simpatizzanti del vecchio regime e fu costretto al pensionamento.
Un anno dopo, la moglie Carolina morì senza avergli dato alcun erede e Baruzzi trascorse il resto della sua vita chiuso nell'amata dimora, ove morì il 28 gennaio 1878. Lo scultore negli ultimi anni si occupò a dar forma ad Eva che stacca il frutto proibito (1873-1878), ultima sua opera destinata alla tomba di famiglia nella Certosa di Bologna nella Sala delle catacombe e purtroppo trafugata da ignoti nel 1992; restano i medaglioni di Carlo Monari. Con testamento olografo del 5 aprile 1873, nominò suo erede universale il Comune di Bologna, col vincolo di investimento del patrimonio ereditato per l'istituzione, entro un quinquennio dalla sua morte, di un premio per giovani artisti noto come "premio Baruzzi". La villa fu venduta al conte Enrico Casalini nel 1882, ma le scelte adottate nell'amministrazione dei proventi e nella gestione dei beni ereditati non riuscì ad evitare la dispersione e, in alcuni casi, la perdita dell'immenso patrimonio artistico raccolto e prodotto dallo scultore imolese.
L'archivio personale e di lavoro di Cincinnato Baruzzi si trova presso la biblioteca comunale dell'Archiginnasio di Bologna.

## Premio Cincinnato Baruzzi
Il Premio Baruzzi o Concorso Baruzzi è stato un premio voluto dallo scultore per valorizzare i giovani artisti delle accademie di belle arti nelle specialità della scultura, pittura, musica e incisione.
Secondo le ultime volontà del professor Baruzzi, al Comune di Bologna vennero conferite sculture e opere con l'impegno di creare un'istituzione per valorizzare i giovani artisti italiani. Questo progetto si realizzò nel 1879 con la fondazione dell'Istituzione Cincinnato Baruzzi in Bologna, che assegnava un premio annuale o biennale ed era rivolta ai giovani che avessero conseguito una palma in una Accademia di belle arti.
Il diritto di partecipazione era aperto a chi presentava documentazione e dimostrava di: possedere cittadinanza italiana, avere meno di 30 anni, non avere mezzi a disposizione per l'esecuzione di opere d'arte che richiedono notevole dispendio e aver compiuto studi in un Accademia delle belle arti oppure lavori presso un artista rinomato.
La valutazione degli artisti e dei lavori presentati spettava a una commissione nominata dalla Giunta comunale di Bologna, composta da cinque membri che si esprimeva attraverso una votazione, tra cui professori o professionisti di chiara nomea. Il premio prevedeva anche un corrispettivo in denaro e l'istituto si faceva carico delle spese dell'evento. L'evento si alternava negli anni tra i diversi premi per scultura, pittura, musica e incisione. La prima edizione del concorso fu nel 1885. il premio fu soppresso circa nel 1940, in concomitanza con il conflitto bellico.

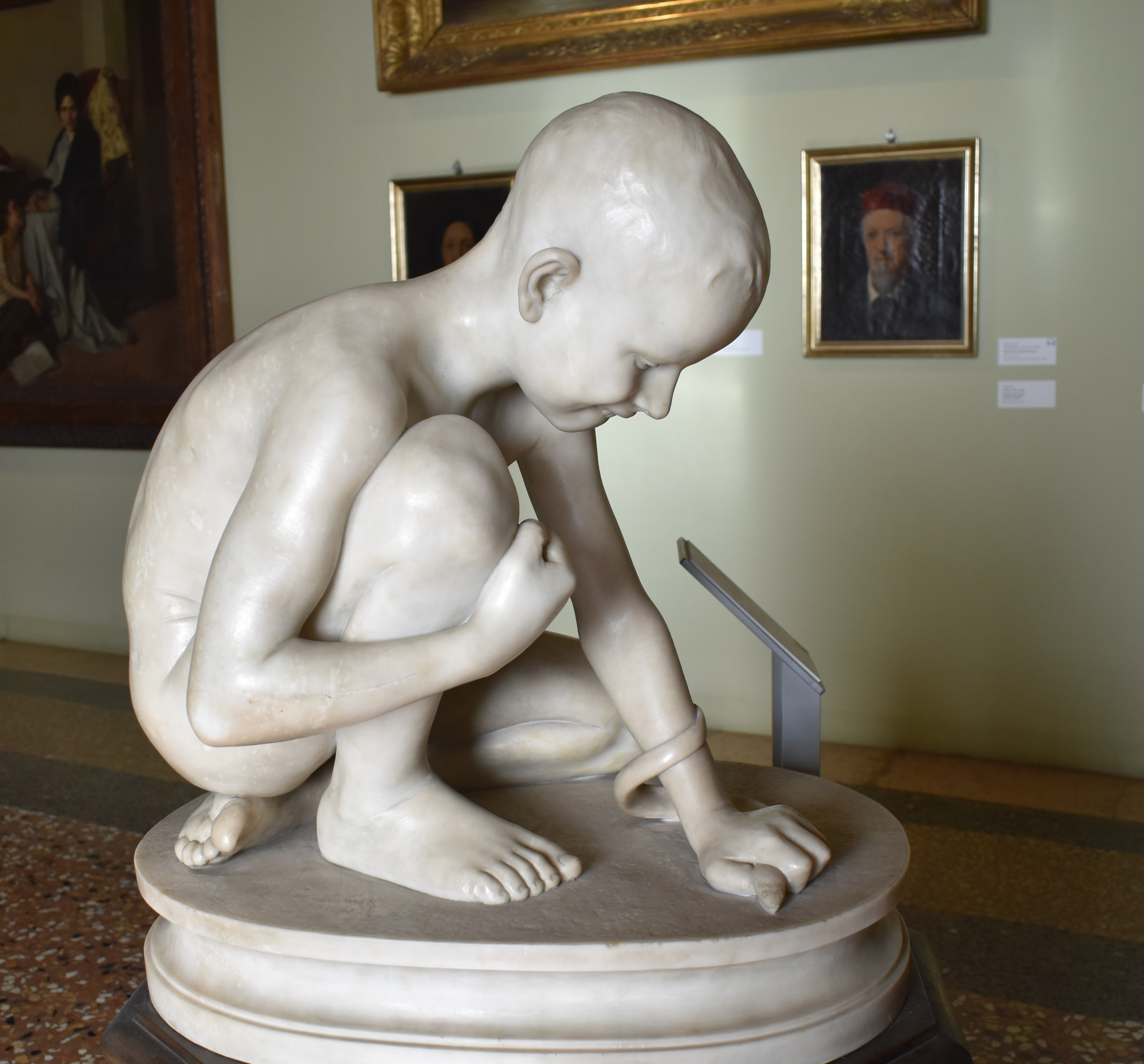
L'anguilla, scultura in marmo di Giorgio Kienerk del 1892-1893, vincitrice del Premio Baruzzi nel 1894 (Collezioni Comunali d'Arte)
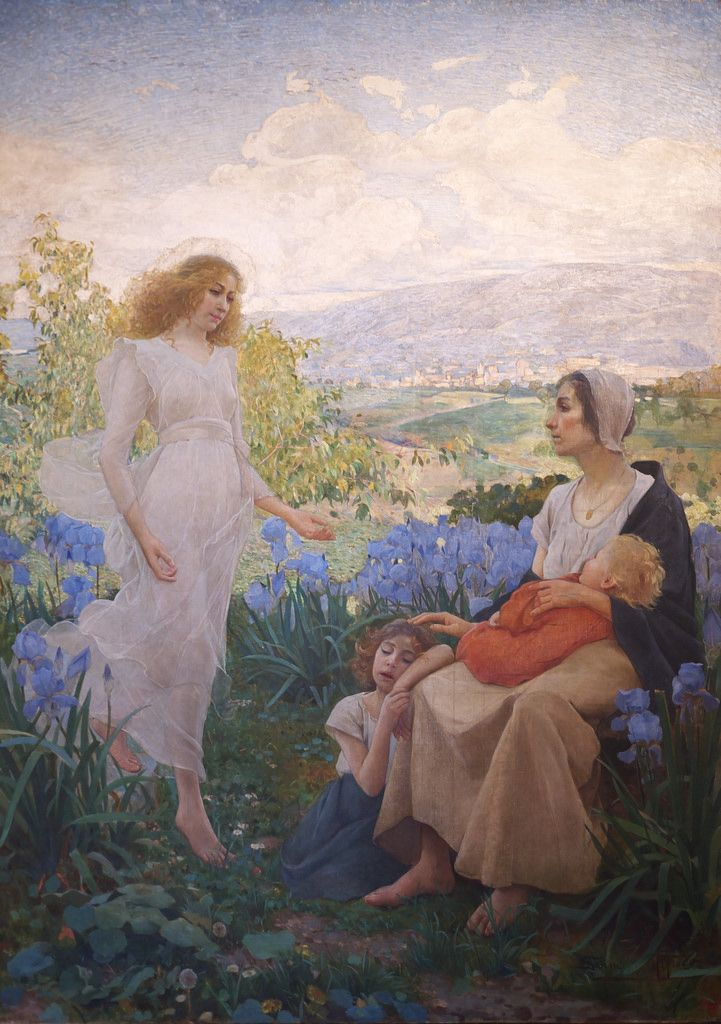
Auxilium Ex Alto, dipinto di Alfredo Savini del 1896, vincitore del Premio Baruzzi nel 1895 (Collezioni Comunali d'Arte)